# Liste der Stolpersteine in Ratenice

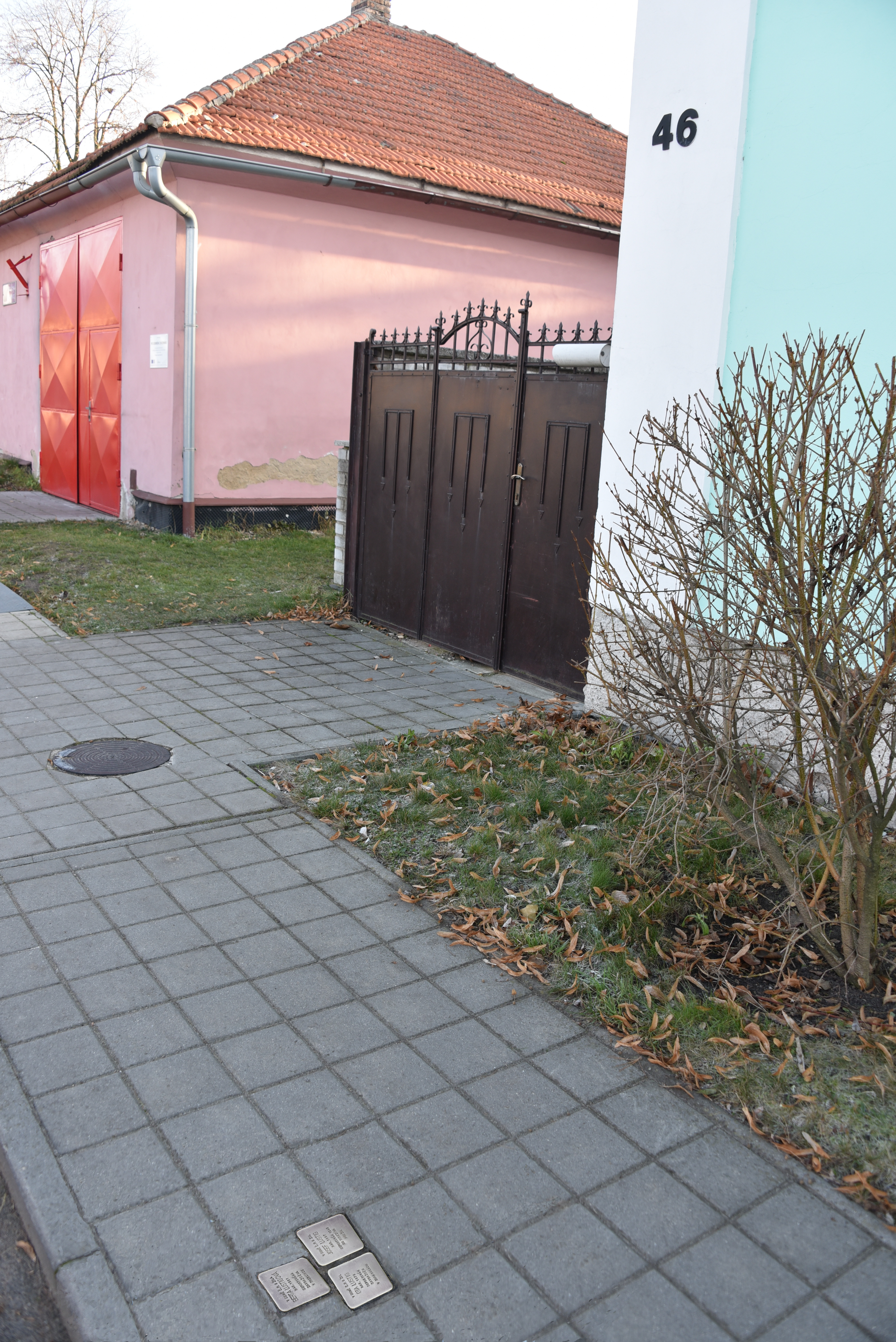
Stolpersteine für die Familie Lustig in Ratenice

Die Liste der Stolpersteine in Ratenice enthält die Stolpersteine, die in Ratenice im Okres Kolín verlegt wurden. Sie erinnern an das Schicksal der Menschen, welche von den Nationalsozialisten in Tschechien deportiert und ermordet wurden. Die Stolpersteine wurden von Gunter Demnig am 29. Oktober 2012 verlegt. Die Stolpersteine werden auf Tschechisch stolpersteine genannt, alternativ auch kameny zmizelých (Steine der Verschwundenen).
Das tschechische Stolpersteinprojekt Stolpersteine.cz wurde 2008 durch die Česká unie židovské mládeže (Tschechische Union jüdischer Jugend) ins Leben gerufen und stand unter der Schirmherrschaft des Prager Bürgermeisters. Die Stolpersteine liegen vor bzw. in unmittelbarer Nähe des letzten selbstgewählten Wohnortes der Opfer.

## Stolpersteine
| Stolpersteine | Übersetzung                                                                                | Verlegeort                                                               | Name, Leben |
| ------------- | ------------------------------------------------------------------------------------------ | ------------------------------------------------------------------------ | --- |
|               | IN HAUS NUMMER 9 LEBTE JOSEF LUSTIG GEB. 1887 DEPORTIERT 1945 NACH THERESIENSTADT ÜBERLEBT | Ratenice 9 · Verlegestelle: gegenüberliegende Straßenseite Ratenice 46 · | Josef Lustig wurde 1887 geboren. Seine Mutter war Berta Lustigová. Er wurde im Februar 1945 ins KZ Theresienstadt deportiert. Dort erkrankte er aufgrund Depravation, Hunger und mangelnder Hygiene schwer. Obwohl er die Befreiung von Nazi-Deutschland erleben und nach Hause zurückkehren konnte, verstarb er noch 1945. Seine Mutter wurde in Treblinka ermordet, sein Bruder Ota in Trawniki. |
|               | IN HAUS NUMMER 9 LEBTE OTA LUSTIG GEB. 1879 DEPORTIERT ERMORDET IN TRAWNIKI                | Ratenice 9 · Verlegestelle: gegenüberliegende Straßenseite Ratenice 46 · | Ota Lustig wurde am 24. Oktober 1879 geboren. Seine Mutter war Berta Lustigová. Am 9. Juni 1942 wurde er gemeinsam mit seiner Mutter mit dem Transport AAc von Kolín ins KZ Theresienstadt deportiert. Seine Transportnummer war 300. Am 12. Juni 1942 wurde er mit dem Transport AAk in das Zwangsarbeitslager Trawniki deportiert. Seine Transportnummer war 886. Alle Juden dieses Transports wurden vom NS-Regime ermordet. Seine Mutter wurde in Treblinka ermordet, sein Bruder Josef starb 1945 an den Folgen der KZ-Haft.                                                                            |
|               | IN HAUS NUMMER 9 LEBTE BERTA LUSTIGOVÁ GEB. 1861 DEPORTIERT ERMORDET IN TREBLINKA          | Ratenice 9 · Verlegestelle: gegenüberliegende Straßenseite Ratenice 46 · | Berta Lustigová wurde am 25. September 1861 geboren. Sie hatte zumindest zwei Söhne, Ota Lustig, geboren 1879, und Josef Lustig, geboren 1887. Ihr letzter Wohnsitz vor der Deportation war in Ratenice. Am 9. Juni 1942 wurde sie gemeinsam mit ihrem Sohn Ota Lustig mit dem Transport AAc von Kolín ins KZ Theresienstadt deportiert. Ihre Transportnummer war 299. Am 22. Oktober 1942 wurde sie mit Transport AAk ins Vernichtungslager Treblinka deportiert. Ihre Transportnummer war 1039. Alle Juden dieses Transports wurden vom NS-Regime ermordet. Beide Söhne wurden ebenfalls zu Tode gebracht. |